# فيليا
فيليا (Fileja) هي نوع المعكرونة التقليدية الإيطالية من مقاطعة فيبو فالينتيا، كالابريا. تصنع من القمح الصلب والماء، ويتم إعدادها من خلال لف شريحة من عجينة المعكرونة حول ساق نبات القصب النحيف (يسمى dinaciulu)، ليتم إنشاء شكل إنبوبي مجوف بطول حوالي 20 سم.